# Pierre de la Chapelle Taillefer
Pierre de la Chapelle Taillefer (La Chapelle-Taillefert, ... – Avignone, 16 maggio 1312) è stato un cardinale francese.

## Biografia
Il 15 maggio 1291 fu nominato vescovo di Carcassone e fu consacrato il 15 novembre successivo a Roma da papa Nicolò IV. Viene trasferito alla sede di Tolosa il 25 ottobre 1298 e occupò la cattedra vescovile fino alla promozione al cardinalato. Fu membro del consiglio di stato.
Il 15 dicembre 1305 fu creato cardinale-presbitero con il titolo dei Santi Vitale, Valeria, Gervasio e Protasio. Entrò nella curia papale il 30 gennaio 1306. Nel dicembre 1306 optò per l'ordine dei cardinali-vescovi e per la sede di Palestrina e il 1º giugno 1307 prese possesso del sede. Nel 1306 fu inviato in missione con il cardinale Bérenger de Frédol il Vecchio ad Albi per controllare la condotta del vescovo Bernard de Castanet, futuro cardinale: alla fine i due cardinali decisero di sospendere le funzioni di inquisitore del vescovo.
Nel 1308 fu nominato gran inquisitore nel processo contro i Templari, ordine che alla fine fu soppresso con bolla papale il 3 aprile 1312.
Morì il 16 maggio 1312 ad Avignone e fu sepolto nel coro della chiesa di Santa Maria de La Chapelle-Taillefert, che aveva contribuito a fondare nel 1311. Il monumento funebre fu smontato nel 1767 e fu trasportato a Guéret, da dove scomparve dopo il 6 ottobre 1791, durante la Rivoluzione francese.

## Genealogia episcopale
La genealogia episcopale è:
- Papa Niccolò IV
- Cardinale Pierre de la Chapelle Taillefer